# Linda Coverdale
Linda Coverdale est une traductrice américaine qui a traduit du français vers l'anglais plus de 60 titres d'auteurs d'expression française tels que Roland Barthes, Emmanuel Carrère, Patrick Chamoiseau, Maryse Condé, Marie Darrieussecq, Jean Echenoz, Annie Ernaux, Sébastien Japrisot, Tahar Ben Jelloun, Philippe Labro, Yann Queffélec, Jorge Semprún, Lyonel Trouillot, Jean-Philippe Toussaint, Jean Hartzfeld et Marguerite Duras. 

## Traductions
- The Queen's Caprice, Jean Echenoz (The New Press, 2015)
- 14, Jean Echenoz (The New Press, 2014)
- A Tale of Two Martyrs, Tahar Ben Jelloun (Granta, 2011)
- Lives Other than My Own, Emmanuel Carrère (Metropolitan Books/Henry Holt, 2011)
- There Are Things I Want You to Know, Eva Gabrielsson (Seven Stories Press, 2011)
- Lightning, Jean Echenoz (The New Press, 2011)
- Fiction in the First Person ou Immoral Writing, Marie Darrieussecq (L'Esprit Créateur, Vol. 50, No. 3, Fall 2010)
- A Palace in the Old Village, Tahar Ben Jelloun (Penguin, 2010)
- My Life as a Russian Novel, Emmanuel Carrère (Metropolitan Books/Henry Holt, 2010)
- I Am Nujood, Age Ten and Divorced, Nujood Ali (Crown/Random House, 2010)
- Running, Jean Echenoz (The New Press, 2009)
- The Antelope's Strategy, Jean Hatzfeld (Farrar, Straus & Giroux, 2009)
- Leaving Tangier, Tahar Ben Jelloun (Penguin, 2009)
- You Have Only One Picture Left, Laurent Graff (film script, OuiDO! Entertainment, 2008)
- Beyond Suspicion, Tanguy Viel (The New Press, 2008)
- Wartime Writings: 1943-1949, Marguerite Duras (The New Press, 2008)
- The Children of Heroes, Lyonel Trouillot (The University of Nebraska Press, 2008)
- Life Laid Bare, Jean Hatzfeld (Other Press, 2007)
- Ravel, Jean Echenoz (The New Press, 2007)
- A French Life, Jean-Paul Dubois (Knopf, 2007)
- In the Name of Honor, Mukhtar Mai (Atria/Simon & Schuster, 2006)
- Freedom, Malika Oufkir (Miramax Books, 2006)
- Massacre River, René Philoctète (New Directions, 2005)
- A Machete Season, Jean Hatzfeld (Farrar, Straus & Giroux/Serpent's Tail, 2005)
- The Lecture, Lydie Salvayre (Dalkey Archive Press, 2005)
- The Prophecy of the Stones, Flavia Bujor (Miramax Books, 2004)
- Happy Days, Laurent Graff (Carroll & Graf Publishers, 2004)
- Making Love, Jean-Philippe Toussaint (The New Press, 2003)
- Street of Lost Footsteps, Lyonel Trouillot (The University of Nebraska Press, 2003)
- The Absolute Perfection of Crime, Tanguy Viel (The New Press, 2002)
- My Forbidden Face, Latifa (Miramax Books, 2001)
- Stories, Mohammed Dib & Monique Agénor (The Hudson Review, Autumn 2001)
- This Blinding Absence of Light, Tahar Ben Jelloun (The New Press, 2001)
- Undercurrents, Marie Darrieussecq (The New Press, 2000)
- The Adversary, Emmanuel Carrère (Metropolitan Books/Henry Holt, 2000)
- Speak You Also, Paul Steinberg (Metropolitan Books/Henry Holt, 2000)
- Mamzelle Dragonfly, Raphaël Confiant (Farrar, Straus & Giroux, 1999)
- Chronicle of the Seven Sorrows, Patrick Chamoiseau (The University of Nebraska Press, 1999)
- Lila Says, Chimo (Scribner, 1999)
- Rider on the Rain, Sébastien Japrisot (The Harvill Press, 1998)
- Shadows of a Childhood, Elisabeth Gille (The New Press, 1998)
- Black Tunnel White Light, Philippe Labro (Kodansha America, 1997)
- Pig Tales, Marie Darrieussecq (The New Press, 1997)
- Class Trip, Emmanuel Carrère (Metropolitan Books/Henry Holt, 1997)
- Literature or Life, Jorge Semprun (Viking, 1997)
- School Days, Patrick Chamoiseau (The University of Nebraska Press, 1996)
- Naming the Jungle, Antoine Volodine (The New Press, 1996)
- A Frozen Woman, Annie Ernaux (Four Walls Eight Windows, 1995)
- What the Night Tells the Day, Hector Bianciotti (The New Press, 1995)
- Creole Folktales, Patrick Chamoiseau (The New Press, 1995)
- The Traveler’s Tree, Bruno Bontempelli (The New Press, 1994)
- A Very Long Engagement, Sébastien Japrisot (Farrar, Straus & Giroux, 1993)
- Compulsory Happiness, Norman Manea (Farrar, Straus & Giroux, 1993)
- Le Petit Garçon, Philippe Labro (Farrar, Straus & Giroux, 1992)
- To the Friend Who Did Not Save My Life, Hervé Guibert (Atheneum, 1991)
- Out of Reach, Emmanuel Carrère (Macmillan, 1990)
- Lion Mountain, Mustapha Tlili (Arcade Publishing/Little, Brown & Company, 1990)
- The Children of Segu, Maryse Condé, (Viking Penguin, 1989)
- Mortal Embrace: Living With AIDS, Alain Emmanuel Dreuilhe (Hill & Wang, 1988)
- Sweet Death, Claude Tardat (The Overlook Press, 1987)
- The Wedding, Yann Queffélec (Macmillan, 1987)
- Once Upon a Time: Visions of Old Japan, Chantal Edel (The Friendly Press, 1986)
- The Stones Cry Out: A Cambodian Childhood, Molyda Szymusiak (Hill & Wang, 1986)
- The Grain of the Voice, Roland Barthes (Hill & Wang, 1985)

## Distinctions
- 2019	 Best Translated Book Award pour Slave Old Man (L'Esclave vieil homme et le molosse) de Patrick Chamoiseau[1]
- 2010	Runner-up Scott Moncrieff Prize: The Strategy of Antelopes (Serpents Tail)
- 2009	Finalist International IMPAC Dublin Literary Award: Ravel
- 2008	French-American Foundation Translation Prize: Ravel (Fiction)
- 2008	Finalist French-American Foundation Translation Prize: Life Laid Bare (Nonfiction)
- 2006	Scott Moncrieff Prize (Scott Moncrieff Prize): Machete Season[2]
- 2006	Finalist Independent Foreign Fiction Prize: This Blinding Absence of Light
- 2006	Finalist French-American Foundation Fiction Translation Prize: Massacre River
- 2005	Finalist French-American Foundation Fiction Translation Prize: Making Love
- 2004	International IMPAC Dublin Literary Award: This Blinding Absence of Light
- 2004	Finalist PEN/Book-of-the-Month Club Translation Prize: Street of Lost Footsteps
- 2003	Finalist PEN/Book-of-the-Month Club Translation Prize: This Blinding Absence of Light
- 1999	Chevalier de l’Ordre des Arts et des Lettres (Chevalier dans l'Ordre des Arts et des Lettres)[3]
- 1999	Finalist French-American Foundation Translation Prize: Chronicle of the Seven Sorrows
- 1997	French-American Foundation Translation Prize: Literature or Life